# BOK 센터
BOK 센터(영어: BOK Center)는 미국 오클라호마주 털사에 위치한 실내 경기장이다. 과거 WNBA 털사 쇼크의 홈경기장으로 사용했으면, 현재 ECHL 털사 오일러스의 홈경기장으로 사용되고 있다.

## NBA프리시즌 경기
| 날짜             | 팀1                 | 스코어    | 팀2                 |
| ---------------- | ------------------- | --------- | ------------------- |
| 2022년 10월 5일  | 댈러스 매버릭스     | 98 - 96   | 오클라호마시티 선더 |
| 2023년 10월 19일 | 디트로이트 피스턴스 | 118 - 116 | 오클라호마시티 선더 |
| 2024년 10월 10일 | 뉴질랜드 브레이커스 | 89 - 117  | 오클라호마시티 선더 |